# 緒方達郎
緒方 達郎（おがた たつろう、1986年4月5日 - ）は日本の映像作家、プロデューサーである。

## 概略
- 東京都出身、在住。小学生の頃からコンピューターとインターネットに触れデザインや映像技術を独学で学ぶ。その後、映像制作を行うフリーランスとして8年間活動。2013年にクリエイティブチームであるComposition Inc.を設立。[1]。ハンドルネームであるllcheesell名義でも活動[2]。

## 映像作品

### ミュージックビデオ
- 初音ミク feat. Mitchie M 『Birthday song for ミク』（監督、2012年） Mitchie Mによる初音ミク5周年を記念したバースデーソング。映像作品のほか、スマートフォンやSNSとの連携をしたウェブサイト型ミュージックビデオが公開された。[3]

- 『Shadow World (ATLUS Kozuka Remix)』（監督、2015年） ペルソナ4 ダンシング・オールナイトのコンテンツとして展開されたミュージックビデオの一つ。[4]

- Substance Concept (CV:丹下桜) 『Assemble』（共同監督、2015年） 凍京NECRO〈トウキョウ・ネクロ〉のテーマソング。加速サトウとの共同作品。[5]

- 成底ゆう子 『おばあのお守り』（監督、2016年） 2016年2月〜みんなのうた放送作品。[6]
- 初音ミク feat. Mitchie M『买买买』（監督、2020年） bilibiliにて開催された「拜年祭」の参加作品として上映。[7]

- VALIS 『革命バーチャルリアリティ』（監督、2020年）
- 月ノ美兎『ウラノミト』（監督、2021年） 同アーティストのファーストアルバム「月の兎はヴァーチュアルの夢をみる」リード曲のミュージックビデオとなる。[8]
- VALIS 『新世界ピグマリオン』（監督、2021年）
- 幸祜 『the last bullet』（監督、2021年）[9]
- 花譜×VALIS 『神聖革命バーチャルリアリティ』（監督、2022年）[10]
- Albemuth 『新世界へ』（監督、2022年）[11]
- VALIS 『偶像ナイトメア』（監督、2022年）[12]

### CM
- THE CREATIVE AMPLIFIER（監督、2015年） EPSON ENDEAVORシリーズのPRも兼ねたショート映像作品。主演はエイジレオンリーが務める。[13]

## 舞台・演出作品
- 『BEYOND』（演出、2016年）[14]「Video Copilot Live! 2016」での舞台作品として上演された
- 花譜 『花譜高校卒業記念スペシャルライブ「僕らため息ひとつで大人になれるんだ。」』（演出、2022年）
- SINKA LIVE SERIES EP.0〜EP.Ⅳ、EP.Ⅵ（演出、2023年〜）[15]KAMITSUBAKI STUDIOのアーティストが出演するバーチャルライブシリーズ。
  - 『花譜3rd ONE-MAN LIVE「不可解参(想)」/ SINKA LIVE SERIES EP.00』（2023年3月4日）
  - 『SINKA LIVE SERIES EP.Ⅰ ヰ世界情緒 2nd ONE-MAN LIVE「Anima Ⅱ -神椿市参番街-」』（2023年6月18日）
  - 『SINKA LIVE SERIES EP.Ⅱ 幸祜 2nd ONE-MAN LIVE「PLAYER Ⅱ -神椿市肆番街-」』（2023年9月3日）
  - 『SINKA LIVE SERIES EP.Ⅲ 春猿火 2nd ONE-MAN LIVE「シャーマニズムⅡ – 神椿市弐番街 -」』（2023年11月4日）
  - 『SINKA LIVE SERIES EP.Ⅳ 理芽 2nd ONE-MAN LIVE「NEUROMANCEⅡ -神椿市壱番街-」』（2023年12月16日）
  - 『SINKA LIVE SERIES EP.Ⅵ V.W.P 3rd ONE-MAN LIVE 「現象Ⅲ-神椿市探訪中-」』（2025年3月27日）[16]
- バーチャル舞台劇『御伽噺（染）』(演出、2024年〜)[17]PIEDPIPERが原案・プロデューサーを務めるバーチャル舞台劇。
- 283 Production LIVE Performance シリーズ（演出、2025年〜） 「アイドルマスター シャイニーカラーズ」より“283プロダクション”所属アイドルがキャラクターとして出演するライブシリーズ。
  - 283 Production LIVE Performance [liminal;marginal;eternal]（2025年1月11日・12日）[18]
  - 283 Production LIVE Performance Uka,（5月10日・11日）[19]

## 出演番組
- アドビ映像塾 「AE手品」にてAdobe After Effectsを使用したテクニックを披露している。[20]